# Enfilada (escacs)
En escacs, una enfilada (o, de vegades, un punxó), és una maniobra tàctica que consisteix en l'atac a dues peces que es troben alineades (en una mateixa fila, columna o diagonal), de manera similar a com passa amb la clavada. L'enfilada s'anomena de vegades clavada inversa, ja que la diferència resideix en el fet que en una enfilada, és la peça de més valor la que es troba exposada a l'atac directe del rival, i és obligada a moure's, de manera que en fer-ho exposa a l'atac una altra peça menys valuosa que era darrere, la qual podrà llavors ésser capturada. Només les peces de llarg abast, és a dir, la dama, la torre, i l'alfil serveixen per enfilar peces contràries. A vegades, s'utilitza el terme enfilada com a sinònim de raigs X, tot i que no és exactament el mateix.

## Tipus d'enfilada

### Enfilada relativa
|   | a | b | c | d | e | f | g | h |   |
| 8 | b7 negres torre · f7 negres rei · e6 negres peó · f6 negres peó · d5 negres dama · f4 blanques peó · e3 blanques peó · f3 blanques alfil · e2 blanques dama · f2 blanques rei | b7 negres torre · f7 negres rei · e6 negres peó · f6 negres peó · d5 negres dama · f4 blanques peó · e3 blanques peó · f3 blanques alfil · e2 blanques dama · f2 blanques rei | b7 negres torre · f7 negres rei · e6 negres peó · f6 negres peó · d5 negres dama · f4 blanques peó · e3 blanques peó · f3 blanques alfil · e2 blanques dama · f2 blanques rei | b7 negres torre · f7 negres rei · e6 negres peó · f6 negres peó · d5 negres dama · f4 blanques peó · e3 blanques peó · f3 blanques alfil · e2 blanques dama · f2 blanques rei | b7 negres torre · f7 negres rei · e6 negres peó · f6 negres peó · d5 negres dama · f4 blanques peó · e3 blanques peó · f3 blanques alfil · e2 blanques dama · f2 blanques rei | b7 negres torre · f7 negres rei · e6 negres peó · f6 negres peó · d5 negres dama · f4 blanques peó · e3 blanques peó · f3 blanques alfil · e2 blanques dama · f2 blanques rei | b7 negres torre · f7 negres rei · e6 negres peó · f6 negres peó · d5 negres dama · f4 blanques peó · e3 blanques peó · f3 blanques alfil · e2 blanques dama · f2 blanques rei | b7 negres torre · f7 negres rei · e6 negres peó · f6 negres peó · d5 negres dama · f4 blanques peó · e3 blanques peó · f3 blanques alfil · e2 blanques dama · f2 blanques rei | 8 |
| 7 | b7 negres torre · f7 negres rei · e6 negres peó · f6 negres peó · d5 negres dama · f4 blanques peó · e3 blanques peó · f3 blanques alfil · e2 blanques dama · f2 blanques rei | b7 negres torre · f7 negres rei · e6 negres peó · f6 negres peó · d5 negres dama · f4 blanques peó · e3 blanques peó · f3 blanques alfil · e2 blanques dama · f2 blanques rei | b7 negres torre · f7 negres rei · e6 negres peó · f6 negres peó · d5 negres dama · f4 blanques peó · e3 blanques peó · f3 blanques alfil · e2 blanques dama · f2 blanques rei | b7 negres torre · f7 negres rei · e6 negres peó · f6 negres peó · d5 negres dama · f4 blanques peó · e3 blanques peó · f3 blanques alfil · e2 blanques dama · f2 blanques rei | b7 negres torre · f7 negres rei · e6 negres peó · f6 negres peó · d5 negres dama · f4 blanques peó · e3 blanques peó · f3 blanques alfil · e2 blanques dama · f2 blanques rei | b7 negres torre · f7 negres rei · e6 negres peó · f6 negres peó · d5 negres dama · f4 blanques peó · e3 blanques peó · f3 blanques alfil · e2 blanques dama · f2 blanques rei | b7 negres torre · f7 negres rei · e6 negres peó · f6 negres peó · d5 negres dama · f4 blanques peó · e3 blanques peó · f3 blanques alfil · e2 blanques dama · f2 blanques rei | b7 negres torre · f7 negres rei · e6 negres peó · f6 negres peó · d5 negres dama · f4 blanques peó · e3 blanques peó · f3 blanques alfil · e2 blanques dama · f2 blanques rei | 7 |
| 6 | b7 negres torre · f7 negres rei · e6 negres peó · f6 negres peó · d5 negres dama · f4 blanques peó · e3 blanques peó · f3 blanques alfil · e2 blanques dama · f2 blanques rei | b7 negres torre · f7 negres rei · e6 negres peó · f6 negres peó · d5 negres dama · f4 blanques peó · e3 blanques peó · f3 blanques alfil · e2 blanques dama · f2 blanques rei | b7 negres torre · f7 negres rei · e6 negres peó · f6 negres peó · d5 negres dama · f4 blanques peó · e3 blanques peó · f3 blanques alfil · e2 blanques dama · f2 blanques rei | b7 negres torre · f7 negres rei · e6 negres peó · f6 negres peó · d5 negres dama · f4 blanques peó · e3 blanques peó · f3 blanques alfil · e2 blanques dama · f2 blanques rei | b7 negres torre · f7 negres rei · e6 negres peó · f6 negres peó · d5 negres dama · f4 blanques peó · e3 blanques peó · f3 blanques alfil · e2 blanques dama · f2 blanques rei | b7 negres torre · f7 negres rei · e6 negres peó · f6 negres peó · d5 negres dama · f4 blanques peó · e3 blanques peó · f3 blanques alfil · e2 blanques dama · f2 blanques rei | b7 negres torre · f7 negres rei · e6 negres peó · f6 negres peó · d5 negres dama · f4 blanques peó · e3 blanques peó · f3 blanques alfil · e2 blanques dama · f2 blanques rei | b7 negres torre · f7 negres rei · e6 negres peó · f6 negres peó · d5 negres dama · f4 blanques peó · e3 blanques peó · f3 blanques alfil · e2 blanques dama · f2 blanques rei | 6 |
| 5 | b7 negres torre · f7 negres rei · e6 negres peó · f6 negres peó · d5 negres dama · f4 blanques peó · e3 blanques peó · f3 blanques alfil · e2 blanques dama · f2 blanques rei | b7 negres torre · f7 negres rei · e6 negres peó · f6 negres peó · d5 negres dama · f4 blanques peó · e3 blanques peó · f3 blanques alfil · e2 blanques dama · f2 blanques rei | b7 negres torre · f7 negres rei · e6 negres peó · f6 negres peó · d5 negres dama · f4 blanques peó · e3 blanques peó · f3 blanques alfil · e2 blanques dama · f2 blanques rei | b7 negres torre · f7 negres rei · e6 negres peó · f6 negres peó · d5 negres dama · f4 blanques peó · e3 blanques peó · f3 blanques alfil · e2 blanques dama · f2 blanques rei | b7 negres torre · f7 negres rei · e6 negres peó · f6 negres peó · d5 negres dama · f4 blanques peó · e3 blanques peó · f3 blanques alfil · e2 blanques dama · f2 blanques rei | b7 negres torre · f7 negres rei · e6 negres peó · f6 negres peó · d5 negres dama · f4 blanques peó · e3 blanques peó · f3 blanques alfil · e2 blanques dama · f2 blanques rei | b7 negres torre · f7 negres rei · e6 negres peó · f6 negres peó · d5 negres dama · f4 blanques peó · e3 blanques peó · f3 blanques alfil · e2 blanques dama · f2 blanques rei | b7 negres torre · f7 negres rei · e6 negres peó · f6 negres peó · d5 negres dama · f4 blanques peó · e3 blanques peó · f3 blanques alfil · e2 blanques dama · f2 blanques rei | 5 |
| 4 | b7 negres torre · f7 negres rei · e6 negres peó · f6 negres peó · d5 negres dama · f4 blanques peó · e3 blanques peó · f3 blanques alfil · e2 blanques dama · f2 blanques rei | b7 negres torre · f7 negres rei · e6 negres peó · f6 negres peó · d5 negres dama · f4 blanques peó · e3 blanques peó · f3 blanques alfil · e2 blanques dama · f2 blanques rei | b7 negres torre · f7 negres rei · e6 negres peó · f6 negres peó · d5 negres dama · f4 blanques peó · e3 blanques peó · f3 blanques alfil · e2 blanques dama · f2 blanques rei | b7 negres torre · f7 negres rei · e6 negres peó · f6 negres peó · d5 negres dama · f4 blanques peó · e3 blanques peó · f3 blanques alfil · e2 blanques dama · f2 blanques rei | b7 negres torre · f7 negres rei · e6 negres peó · f6 negres peó · d5 negres dama · f4 blanques peó · e3 blanques peó · f3 blanques alfil · e2 blanques dama · f2 blanques rei | b7 negres torre · f7 negres rei · e6 negres peó · f6 negres peó · d5 negres dama · f4 blanques peó · e3 blanques peó · f3 blanques alfil · e2 blanques dama · f2 blanques rei | b7 negres torre · f7 negres rei · e6 negres peó · f6 negres peó · d5 negres dama · f4 blanques peó · e3 blanques peó · f3 blanques alfil · e2 blanques dama · f2 blanques rei | b7 negres torre · f7 negres rei · e6 negres peó · f6 negres peó · d5 negres dama · f4 blanques peó · e3 blanques peó · f3 blanques alfil · e2 blanques dama · f2 blanques rei | 4 |
| 3 | b7 negres torre · f7 negres rei · e6 negres peó · f6 negres peó · d5 negres dama · f4 blanques peó · e3 blanques peó · f3 blanques alfil · e2 blanques dama · f2 blanques rei | b7 negres torre · f7 negres rei · e6 negres peó · f6 negres peó · d5 negres dama · f4 blanques peó · e3 blanques peó · f3 blanques alfil · e2 blanques dama · f2 blanques rei | b7 negres torre · f7 negres rei · e6 negres peó · f6 negres peó · d5 negres dama · f4 blanques peó · e3 blanques peó · f3 blanques alfil · e2 blanques dama · f2 blanques rei | b7 negres torre · f7 negres rei · e6 negres peó · f6 negres peó · d5 negres dama · f4 blanques peó · e3 blanques peó · f3 blanques alfil · e2 blanques dama · f2 blanques rei | b7 negres torre · f7 negres rei · e6 negres peó · f6 negres peó · d5 negres dama · f4 blanques peó · e3 blanques peó · f3 blanques alfil · e2 blanques dama · f2 blanques rei | b7 negres torre · f7 negres rei · e6 negres peó · f6 negres peó · d5 negres dama · f4 blanques peó · e3 blanques peó · f3 blanques alfil · e2 blanques dama · f2 blanques rei | b7 negres torre · f7 negres rei · e6 negres peó · f6 negres peó · d5 negres dama · f4 blanques peó · e3 blanques peó · f3 blanques alfil · e2 blanques dama · f2 blanques rei | b7 negres torre · f7 negres rei · e6 negres peó · f6 negres peó · d5 negres dama · f4 blanques peó · e3 blanques peó · f3 blanques alfil · e2 blanques dama · f2 blanques rei | 3 |
| 2 | b7 negres torre · f7 negres rei · e6 negres peó · f6 negres peó · d5 negres dama · f4 blanques peó · e3 blanques peó · f3 blanques alfil · e2 blanques dama · f2 blanques rei | b7 negres torre · f7 negres rei · e6 negres peó · f6 negres peó · d5 negres dama · f4 blanques peó · e3 blanques peó · f3 blanques alfil · e2 blanques dama · f2 blanques rei | b7 negres torre · f7 negres rei · e6 negres peó · f6 negres peó · d5 negres dama · f4 blanques peó · e3 blanques peó · f3 blanques alfil · e2 blanques dama · f2 blanques rei | b7 negres torre · f7 negres rei · e6 negres peó · f6 negres peó · d5 negres dama · f4 blanques peó · e3 blanques peó · f3 blanques alfil · e2 blanques dama · f2 blanques rei | b7 negres torre · f7 negres rei · e6 negres peó · f6 negres peó · d5 negres dama · f4 blanques peó · e3 blanques peó · f3 blanques alfil · e2 blanques dama · f2 blanques rei | b7 negres torre · f7 negres rei · e6 negres peó · f6 negres peó · d5 negres dama · f4 blanques peó · e3 blanques peó · f3 blanques alfil · e2 blanques dama · f2 blanques rei | b7 negres torre · f7 negres rei · e6 negres peó · f6 negres peó · d5 negres dama · f4 blanques peó · e3 blanques peó · f3 blanques alfil · e2 blanques dama · f2 blanques rei | b7 negres torre · f7 negres rei · e6 negres peó · f6 negres peó · d5 negres dama · f4 blanques peó · e3 blanques peó · f3 blanques alfil · e2 blanques dama · f2 blanques rei | 2 |
| 1 | b7 negres torre · f7 negres rei · e6 negres peó · f6 negres peó · d5 negres dama · f4 blanques peó · e3 blanques peó · f3 blanques alfil · e2 blanques dama · f2 blanques rei | b7 negres torre · f7 negres rei · e6 negres peó · f6 negres peó · d5 negres dama · f4 blanques peó · e3 blanques peó · f3 blanques alfil · e2 blanques dama · f2 blanques rei | b7 negres torre · f7 negres rei · e6 negres peó · f6 negres peó · d5 negres dama · f4 blanques peó · e3 blanques peó · f3 blanques alfil · e2 blanques dama · f2 blanques rei | b7 negres torre · f7 negres rei · e6 negres peó · f6 negres peó · d5 negres dama · f4 blanques peó · e3 blanques peó · f3 blanques alfil · e2 blanques dama · f2 blanques rei | b7 negres torre · f7 negres rei · e6 negres peó · f6 negres peó · d5 negres dama · f4 blanques peó · e3 blanques peó · f3 blanques alfil · e2 blanques dama · f2 blanques rei | b7 negres torre · f7 negres rei · e6 negres peó · f6 negres peó · d5 negres dama · f4 blanques peó · e3 blanques peó · f3 blanques alfil · e2 blanques dama · f2 blanques rei | b7 negres torre · f7 negres rei · e6 negres peó · f6 negres peó · d5 negres dama · f4 blanques peó · e3 blanques peó · f3 blanques alfil · e2 blanques dama · f2 blanques rei | b7 negres torre · f7 negres rei · e6 negres peó · f6 negres peó · d5 negres dama · f4 blanques peó · e3 blanques peó · f3 blanques alfil · e2 blanques dama · f2 blanques rei | 1 |
|   | a | b | c | d | e | f | g | h |   |

Al diagrama, és el torn de les negres, la dama de les quals pateix una enfilada de banda de l'alfil blanc. Les negres han de moure la dama, de manera que a la jugada següent, les blanques capturaran la torre que es troba darrere. Es tracta d'una enfilada relativa: és probable que les negres moguin la dama, perquè és una peça de més valor que la torre, però això no obstant, les regles del joc els permeten de fer qualsevol altra jugada que estimin oportuna.

### Enfilada absoluta
|   | a | b | c | d | e | f | g | h |   |
| 8 | d7 negres dama · e7 negres rei · d5 negres alfil · e4 blanques rei · f4 blanques alfil · f3 blanques dama | d7 negres dama · e7 negres rei · d5 negres alfil · e4 blanques rei · f4 blanques alfil · f3 blanques dama | d7 negres dama · e7 negres rei · d5 negres alfil · e4 blanques rei · f4 blanques alfil · f3 blanques dama | d7 negres dama · e7 negres rei · d5 negres alfil · e4 blanques rei · f4 blanques alfil · f3 blanques dama | d7 negres dama · e7 negres rei · d5 negres alfil · e4 blanques rei · f4 blanques alfil · f3 blanques dama | d7 negres dama · e7 negres rei · d5 negres alfil · e4 blanques rei · f4 blanques alfil · f3 blanques dama | d7 negres dama · e7 negres rei · d5 negres alfil · e4 blanques rei · f4 blanques alfil · f3 blanques dama | d7 negres dama · e7 negres rei · d5 negres alfil · e4 blanques rei · f4 blanques alfil · f3 blanques dama | 8 |
| 7 | d7 negres dama · e7 negres rei · d5 negres alfil · e4 blanques rei · f4 blanques alfil · f3 blanques dama | d7 negres dama · e7 negres rei · d5 negres alfil · e4 blanques rei · f4 blanques alfil · f3 blanques dama | d7 negres dama · e7 negres rei · d5 negres alfil · e4 blanques rei · f4 blanques alfil · f3 blanques dama | d7 negres dama · e7 negres rei · d5 negres alfil · e4 blanques rei · f4 blanques alfil · f3 blanques dama | d7 negres dama · e7 negres rei · d5 negres alfil · e4 blanques rei · f4 blanques alfil · f3 blanques dama | d7 negres dama · e7 negres rei · d5 negres alfil · e4 blanques rei · f4 blanques alfil · f3 blanques dama | d7 negres dama · e7 negres rei · d5 negres alfil · e4 blanques rei · f4 blanques alfil · f3 blanques dama | d7 negres dama · e7 negres rei · d5 negres alfil · e4 blanques rei · f4 blanques alfil · f3 blanques dama | 7 |
| 6 | d7 negres dama · e7 negres rei · d5 negres alfil · e4 blanques rei · f4 blanques alfil · f3 blanques dama | d7 negres dama · e7 negres rei · d5 negres alfil · e4 blanques rei · f4 blanques alfil · f3 blanques dama | d7 negres dama · e7 negres rei · d5 negres alfil · e4 blanques rei · f4 blanques alfil · f3 blanques dama | d7 negres dama · e7 negres rei · d5 negres alfil · e4 blanques rei · f4 blanques alfil · f3 blanques dama | d7 negres dama · e7 negres rei · d5 negres alfil · e4 blanques rei · f4 blanques alfil · f3 blanques dama | d7 negres dama · e7 negres rei · d5 negres alfil · e4 blanques rei · f4 blanques alfil · f3 blanques dama | d7 negres dama · e7 negres rei · d5 negres alfil · e4 blanques rei · f4 blanques alfil · f3 blanques dama | d7 negres dama · e7 negres rei · d5 negres alfil · e4 blanques rei · f4 blanques alfil · f3 blanques dama | 6 |
| 5 | d7 negres dama · e7 negres rei · d5 negres alfil · e4 blanques rei · f4 blanques alfil · f3 blanques dama | d7 negres dama · e7 negres rei · d5 negres alfil · e4 blanques rei · f4 blanques alfil · f3 blanques dama | d7 negres dama · e7 negres rei · d5 negres alfil · e4 blanques rei · f4 blanques alfil · f3 blanques dama | d7 negres dama · e7 negres rei · d5 negres alfil · e4 blanques rei · f4 blanques alfil · f3 blanques dama | d7 negres dama · e7 negres rei · d5 negres alfil · e4 blanques rei · f4 blanques alfil · f3 blanques dama | d7 negres dama · e7 negres rei · d5 negres alfil · e4 blanques rei · f4 blanques alfil · f3 blanques dama | d7 negres dama · e7 negres rei · d5 negres alfil · e4 blanques rei · f4 blanques alfil · f3 blanques dama | d7 negres dama · e7 negres rei · d5 negres alfil · e4 blanques rei · f4 blanques alfil · f3 blanques dama | 5 |
| 4 | d7 negres dama · e7 negres rei · d5 negres alfil · e4 blanques rei · f4 blanques alfil · f3 blanques dama | d7 negres dama · e7 negres rei · d5 negres alfil · e4 blanques rei · f4 blanques alfil · f3 blanques dama | d7 negres dama · e7 negres rei · d5 negres alfil · e4 blanques rei · f4 blanques alfil · f3 blanques dama | d7 negres dama · e7 negres rei · d5 negres alfil · e4 blanques rei · f4 blanques alfil · f3 blanques dama | d7 negres dama · e7 negres rei · d5 negres alfil · e4 blanques rei · f4 blanques alfil · f3 blanques dama | d7 negres dama · e7 negres rei · d5 negres alfil · e4 blanques rei · f4 blanques alfil · f3 blanques dama | d7 negres dama · e7 negres rei · d5 negres alfil · e4 blanques rei · f4 blanques alfil · f3 blanques dama | d7 negres dama · e7 negres rei · d5 negres alfil · e4 blanques rei · f4 blanques alfil · f3 blanques dama | 4 |
| 3 | d7 negres dama · e7 negres rei · d5 negres alfil · e4 blanques rei · f4 blanques alfil · f3 blanques dama | d7 negres dama · e7 negres rei · d5 negres alfil · e4 blanques rei · f4 blanques alfil · f3 blanques dama | d7 negres dama · e7 negres rei · d5 negres alfil · e4 blanques rei · f4 blanques alfil · f3 blanques dama | d7 negres dama · e7 negres rei · d5 negres alfil · e4 blanques rei · f4 blanques alfil · f3 blanques dama | d7 negres dama · e7 negres rei · d5 negres alfil · e4 blanques rei · f4 blanques alfil · f3 blanques dama | d7 negres dama · e7 negres rei · d5 negres alfil · e4 blanques rei · f4 blanques alfil · f3 blanques dama | d7 negres dama · e7 negres rei · d5 negres alfil · e4 blanques rei · f4 blanques alfil · f3 blanques dama | d7 negres dama · e7 negres rei · d5 negres alfil · e4 blanques rei · f4 blanques alfil · f3 blanques dama | 3 |
| 2 | d7 negres dama · e7 negres rei · d5 negres alfil · e4 blanques rei · f4 blanques alfil · f3 blanques dama | d7 negres dama · e7 negres rei · d5 negres alfil · e4 blanques rei · f4 blanques alfil · f3 blanques dama | d7 negres dama · e7 negres rei · d5 negres alfil · e4 blanques rei · f4 blanques alfil · f3 blanques dama | d7 negres dama · e7 negres rei · d5 negres alfil · e4 blanques rei · f4 blanques alfil · f3 blanques dama | d7 negres dama · e7 negres rei · d5 negres alfil · e4 blanques rei · f4 blanques alfil · f3 blanques dama | d7 negres dama · e7 negres rei · d5 negres alfil · e4 blanques rei · f4 blanques alfil · f3 blanques dama | d7 negres dama · e7 negres rei · d5 negres alfil · e4 blanques rei · f4 blanques alfil · f3 blanques dama | d7 negres dama · e7 negres rei · d5 negres alfil · e4 blanques rei · f4 blanques alfil · f3 blanques dama | 2 |
| 1 | d7 negres dama · e7 negres rei · d5 negres alfil · e4 blanques rei · f4 blanques alfil · f3 blanques dama | d7 negres dama · e7 negres rei · d5 negres alfil · e4 blanques rei · f4 blanques alfil · f3 blanques dama | d7 negres dama · e7 negres rei · d5 negres alfil · e4 blanques rei · f4 blanques alfil · f3 blanques dama | d7 negres dama · e7 negres rei · d5 negres alfil · e4 blanques rei · f4 blanques alfil · f3 blanques dama | d7 negres dama · e7 negres rei · d5 negres alfil · e4 blanques rei · f4 blanques alfil · f3 blanques dama | d7 negres dama · e7 negres rei · d5 negres alfil · e4 blanques rei · f4 blanques alfil · f3 blanques dama | d7 negres dama · e7 negres rei · d5 negres alfil · e4 blanques rei · f4 blanques alfil · f3 blanques dama | d7 negres dama · e7 negres rei · d5 negres alfil · e4 blanques rei · f4 blanques alfil · f3 blanques dama | 1 |
|   | a | b | c | d | e | f | g | h |   |

En el segon diagrama, juguen les blanques. El rei pateix una enfilada de banda de l'alfil negre. Es tracta en aquest cas d'una enfilada absoluta, car les regles del joc obliguen a fer alguna cosa amb relació a l'escac que s'està produint. En qualsevol cas, després de qualsevol moviment legal de les blanques, les negres capturaran sens dubte la dama blanca.
Com que l'enfilada és un atac directe sobre la peça més valuosa, es tracta normalment d'una tàctica més eficaç que la clavada. La víctima d'una enfilada poques vegades podrà evitar la pèrdua de material (llevat, potser, que hi hagi un zwischenzug, o que sigui possible d'interposar alguna altra peça per interferir l'acció de la peça atacant). En la pràctica, l'enfilada és un tema menys freqüent que la clavada, però quan es produeix, acostuma a ser decisiu pel resultat de la partida.